# José María López Piñero
 José María López Piñero  (Mula, Múrcia, 1933 - València, 2010) fou un historiador de la ciència valencià d'origen murcià. Especialista en Història de la Medicina, va ser deixeble de Pedro Laín Entralgo.

## Biografia
Estudià medicina a la Universitat de València (UV) on es doctorà l'any 1960. Es formà com a especialista en història de la medicina a les universitats alemanyes de Múnic i Bonn, i a la de Zúric (Suïssa). Fou catedràtic d'Història de la Medicina de la UV des de setembre de 1969 fins a l'octubre de 1988, quan es va jubilar.
Estava casat amb Maria Luz Terrada Ferrandis, també historiadora de la ciència i bibliòmetra.
Va ser fundador, el 1985, l'Institut d'Història de la Ciència i la Documentació, centre mixt del Consell Superior d'Investigacions Científiques (CSIC) i la Universitat de València, que en l'actualitat porta el nom d'Institut Interuniversitari López Piñero.
Fou autor, entre altres obres, dels estudis Medicina moderna y sociedad española (siglos XVI-XIX), La introducción de la ciencia moderna en España, Diccionario histórico de la ciència moderna en España i Orígenes históricos del concepto de neurosis, El arte de navegar en la España del Renacimiento, obra que guarda un cert paral·lelisme a nivell divulgació, amb La ciencia y la técnica en el descubrimiento de América, de Julio Rey Pastor.
Va ser membre fundador de la Societat Espanyola d'Història de la Medicina, de la qual ha estat president, i ha estat soci numerari de diverses institucions internacionals, entre d'altres, la Gessellschaft für Wissenschaftsgeschichte, la Société Internationale pour l'Histoire de la Médecine, la Société Médico-psychologique o la Interamerican Medical and Health Association. El 2005 va ser investit com a acadèmic de la Reial Acadèmia de la Història.
Entre les condecoracions i premis que López Piñero va rebre al llarg de la seva carrera figuren la Gran Creu de Sanitat, la Comanda amb placa d'Alfons X el Savi, el Premi Alberto Sols d'Investigació Mèdica, l'Alta Distinció de la Generalitat Valenciana el 1994, la Medalla de la Facultat de Medicina de València, la Distinció Especial a la Investigació del I Centenari, la Medalla d'Or del Col·legi Oficial de Metges de València i el nomenament de Fill Adoptiu de la Ciutat de València. També fou membre del Consell Valencià de Cultura entre 1985 i 1992.
Va morir el 9 d'agost de 2010 a València, on fou incinerat.

## Obres
- José María López Piñero, María Luz Terrada Ferrandis. Introducción a la Medicina.  Editorial Crítica, 2000. ISBN 9788484320456.
- José María López Piñero, María Luz Terrada. Introducción a la terminología médica. 2ª.  Elsevier España, 2005. ISBN 9788445814390.
- José María López Piñero. Pedro Laín Entralgo y la Historiografía Medica.  Real Academia de la Historia, 2005. ISBN 9788496849136.
- José María López Piñero. La anatomía comparada antes y después del darwinismo.  Ediciones Akal, 1992. ISBN 9788476007440.
- José María López Piñero. Breve historia de la medicina.  Alianza Editorial, 2000. ISBN 9788420639536.
- José María López Piñero, María Luz Terrada. Veinte años de investigación bibliométrica en el Instituto de Estudios Documentales e Históricos sobre la Ciencia.  Universitat de València, 1993. ISBN 9788437011622.